# Кузнецов, Константин Павлович
Константин Павлович Кузнецов (10 (22) августа 1863, с. Желнино Нижегородская губерния) — 30 декабря 1936, Париж) — русский художник, работавший во Франции. Писал преимущественно пейзажи; был близок к импрессионизму.

## Биография и творчество
Происходил из состоятельной семьи купца Павла Игнатьевича Кузнецова, который вместе с братом Степаном имел торговлю в Астрахани; в 1880 году они учредили фирму Торговый Дом «Братья Кузнецовы», причём Степан Игнатьевич проживал в Астрахани, а Павел Игнатьевич Кузнецов — в родительском каменном доме на улице Елховка в Желнино. В семье Павла Игнатьевича кроме старшего — Константина, было ещё два сына: Пётр и Филитёр.
Константин Павлович родился в 1863 году в селе Желнино близ села Чёрное (Дзержинск), где семья художника проживала до 1884 года, когда перебралась в Нижний Новгород.
Получил хорошее домашнее образование, играл на фортепиано и флейте, самостоятельно начал заниматься живописью и рисунком; подражал И. И. Левитану и И. И. Шишкину. Около 1892 года поступил в художественную студию при Академии изящных искусств в Саратове, где познакомился с В. Э. Борисовым-Мусатовым. В 1896 году совершил длительную поездку по Европе. В 1897 и 1899 годах занимался в мастерской Ф. Кормона в Париже.
В 1900 году женился на москвичке Александре Алексеевне Самодуровой и вскоре переехал с ней в Париж. У Кузнецовых родились четверо детей: Елена, Ольга, Александр (ум. 1933), Михаил.
В Париже Кузнецов занимался в мастерской Фернана Кормона, впоследствии в мастерской Гумберта, а жена — в академии Р. Жюлиана. Оба увлеклись импрессионизмом, в особенности творчеством К. Моне и К. Писсарро. Жили на Монмартре, с 1907 года — на Монпарнасе. Участвовал в выставках Московского товарищества художников в Москве и Петербурге (1903—1910); с 1909 года — член товарищества.
В 1909 году исполнил эскизы декораций к неосуществленной постановке «Пелеас и Мелисанда» К. Дебюсси для Опера-Комик.
В 1900-х годах работал в Барбизоне. Писал, преимущественно в постимпрессионистской манере, пейзажи Парижа и окрестностей, морские пейзажи Бретани. Он бывал в Бретани ежегодно, чаще всего на северном берегу в Валь Андрэ; два лета художник провёл в Нормандии.
В 1924 году написал картину «Степан Разин». После 1927 года не покидал Париж и писал в основном берега Сены. Зимой работал в парижской мастерской над декоративными полотнами и портретами. Работая в Париже, К. П. Кузнецов отходит от импрессионизма; краски становятся более жидкими, мазок размашистее, палитра темнеет, свет делается контрастнее, появляются более резкие сочетания красок. К концу жизни он достиг исключительной передачи света, добился исключительно оригинальной, одному ему присущей манеры. Выставлялся в парижских салонах. Провёл персональную выставку в галерее «Марсан».
В 1920-х годах увлёкся книжной графикой, выполнил иллюстрации к книге «Вий» Н. В. Гоголя (в переводе на французский, выполненном дочерью — художницей Еленой Вивьер-Кузнецовой), изданной в 1930 году тиражом 525 нумерованных экземпляров парижским издательством René Kieffer. Сохранились также его неизданные иллюстрации к «Русалке» и «Сказке о царе Салтане» А. С. Пушкина и другие.
Умер в 1936 году, был похоронен на парижском кладбище Монпарнас.

## Наследие
Произведения К. П. Кузнецова находятся во многих музейных собраниях, в том числе в Государственной Третьяковской галерее и Русском музее, за рубежом — в музее Орсе и музее Карнавале в Париже, музее Понт-Авена, муниципальном музее Гааги.
После смерти художника в Париже проходили ретроспективные выставки его работ — в 1937, 1964, 1965, 1966 годах.
В 2021 году первая в России масштабная экспозиция работ Константина Кузнецова состоялась в Третьяковской галерее.

## Галерея работ

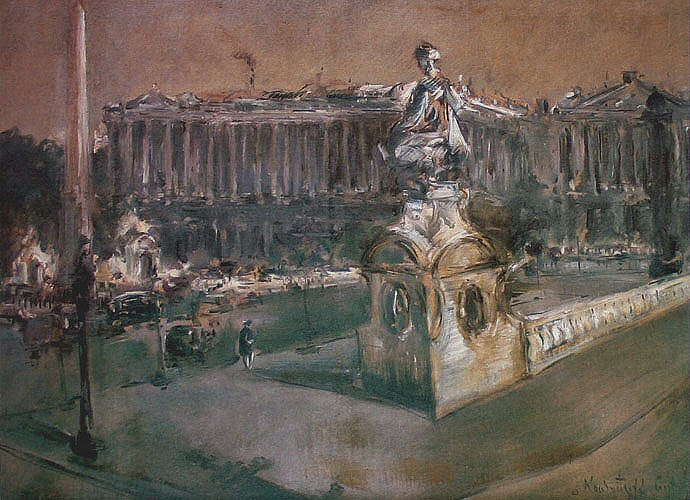
Площадь Согласия
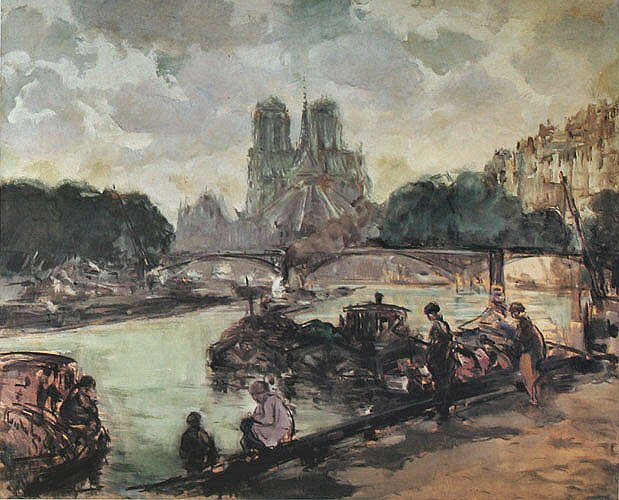
Нотр-Дам ясным утром
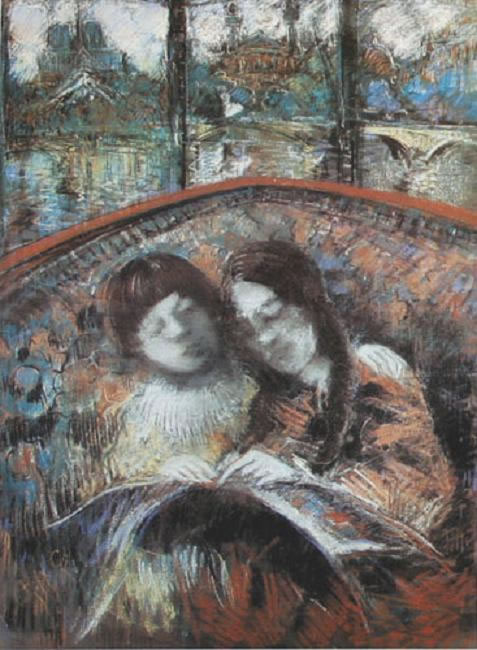
Портрет дочерей художника
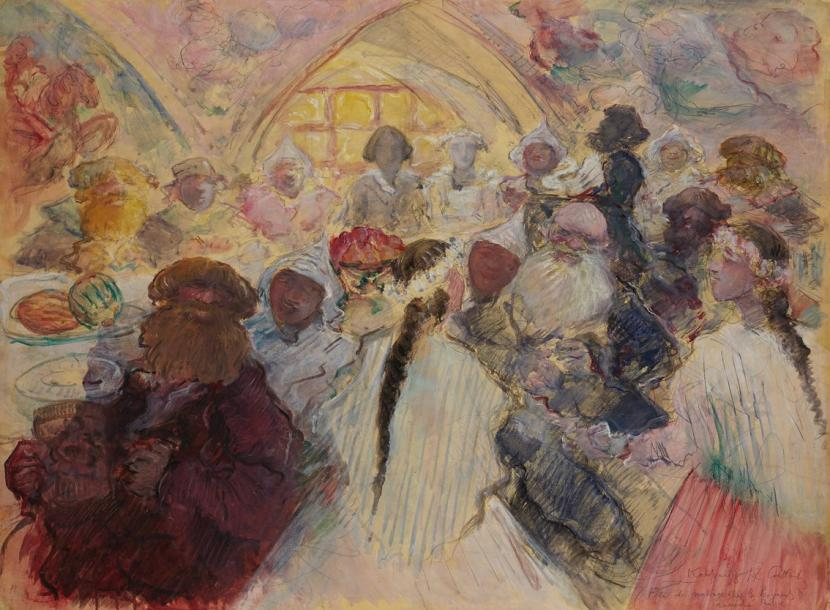
Свадьба